# Mardż al-Hammam
Mardż al-Hammam (arab.: مرج الحمام) – miasto w Jordanii, w muhafazie Amman. Według danych szacunkowych na rok 2010 liczy 46 879 mieszkańców.